# Anitta
|  | No s'ha de confondre amb la brasilera Anitta (cantant). |

Anitta, fill de Pithana, va ser un rei semillegendari dels hitites a Kusar (Kuššar) o Kushara (Kuššara), una ciutat que encara no ha estat identificada, però es creu que era al sud-est del riu Kızılırmak. Anitta tenia el títol de rei de Kusar i després el de gran rubaum. El seu rabi simmiltim (cap de la cort) va ser Peruwa-kammaliya que apareix també només amb el nom de Peruwa i que segurament eren la mateixa persona. Probablement era el seu fill i és possible que en fos successor. Es creu que era ascendent d'Hattusilis I, el primer gran rei hitita d'Hattusa. Anitta era contemporani de Xamxi-Adad I d'Assíria (cap a l'any 1800 aC). En aquell temps, la ciutat de Nesa o Neša va tronar a tenir importància, sota els reis Inar i el seu fill Warsama, que per uns fragments d'un text trencat sembla que es van rebel·lar contra Piyusti rei d'Hattusa al Regne d'Hatti.
Anitta, va regnar cap a finals del segle XVIII aC. Així s'explica a l'anomenada Inscripció o Proclamació d'Anitta (CTH 1.A, editat en StBoT 18, 1974), el text més antic conegut de la llengua hitita al mateix temps que el text indoeuropeu més antic conegut.
La Proclamació d'Anitta explica que el rei de Kushara (probablement el seu pare Pithana) va sortir de la ciutat amb molta força i va atacar Nesa durant la nit i la va reduir per assalt. Va fer presoner al rei de la ciutat però no va tocar els seus habitants, sinó que els va tractar "com a pares i mares". Segons Trevor Bryce, això volia dir que hi havia llaços ètnics entre els reis de Kushara i els habitants de Nesa, probablement els dos territoris estaven poblats per indoeuropeus. Però potser només vol dir que els va tractar amb benevolència. Després de la conquesta, la ciutat de Nesa es va convertir en la seu de la dinastia de Kushara.
El text de la Proclamació segueix explicant les conquestes d'Anitta. Diu que quan el seu pare ja havia mort, Anitta va reprimir una sublevació a Ullama, va lluitar contra el rei d'Hatti, i va haver de fer front a uns dissidents dins de la ciutat de Nesa. Les campanyes d'Anitta van seguir i va guerrejar contra els diversos regnes d'Anatòlia a banda i banda del riu Kızılırmak, a la regió que més tard seria coneguda com la Terra Baixa Hitita. Va conquerir també les terres de Zalpuwa i Zalpa. Però les seves conquestes van provocar un contraatac del rei d'Hatti aliant amb Huzziyas, rei de Zalpuwa. Però Anitta va vèncer a Huzziyas i el va portar presoner fins a Nesa. Va posar setge a Hattusa, i quan la ciutat s'estava morint de fam va fer un atac nocturn i la va conquerir. La va destruir, va maleir el lloc i va prohibir que ningú la tornés a habitar. Va llençar un anatema: "El qui després de mi sigui rei i restauri Hattuša que el deu de les tempestes i del cel el faci fora". Va seguir després cap al sud a conquerir Shalatiwara, conquesta que li va costar dues campanyes. A la primera la va saquejar, i quan es va aixecar contra ell, hi va tornar i la va incendiar. Es va emportar grans quantitats d'or i plata.
A l'etapa final de les seves campanyes, va marxar contra el regne de Buruixkhanda. Va sotmetre els territoris d'aquell regne, però sembla que el rei del país va voler evitar l'enfrontament i es va sotmetre voluntàriament a Anitta. La Proclamació diu que l'home (el rei) de Buruixkhanda li va enviar regals. Li va enviar un tron de ferro i un ceptre de ferro com a regals. I afegeix que quan va tornar a Nesa va emportar-se amb ell a l'home de Buruixkhanda i que quan va entrar a la cambra reial el va fer seure davant seu a la seva dreta. Els regals signifiquen una decisió de vassallatge, i el reconeixement d'Anitta com a senyor d'aquells territoris. Anitta va correspondre donant-li una posició de privilegi, per reconèixer la seva submissió voluntària. És possible que el restituís com a rei al seu país, amb la condició de vassall.
Potser el va succeir el seu fill Peruwa o Peruwa-kammaliya que era el seu rabi simmiltim en vida del rei, però no està acreditat que arribés a ser rei, ja que a les inscripcions trobades, en cap d'elles Peruwa porta el títol de rei.